# Ribeirão Cascalheira
Ribeirão Cascalheira è un comune del Brasile nello Stato del Mato Grosso, parte della mesoregione del Nordeste Mato-Grossense e della microregione del Norte Araguaia.

## Storia
Questo comune è stato creato il 3 maggio 1988, con Legge n° 5267, smembrando i comuni di Canarana e São Félix do Araguaia.
Dista circa 960 km dalla capitale Cuiabá.

## Economia
L'economia del territorio è prevalentemente basata sull'allevamento ovino.

## Cultura
Attrazioni turistiche sono la spiaggia del Recanto do Tunicão, quella del Rio das Mortes e il Santuario dei martiri della Camminata